# Myrica rubra
Myrica rubra (Syn.: Morella rubra Lour.), auch Pappelpflaume genannt, ist eine Pflanzenart aus der Gattung Myrica in der Familie der Gagelstrauchgewächse (Myricaceae). Die süßen, purpurroten bis dunkel violett-roten, genießbaren Früchte werden als Nahrungsmittel benutzt. Er ist vor allem in Ostasien und in China heimisch, aber auch in Japan und Südostasien.

## Beschreibung

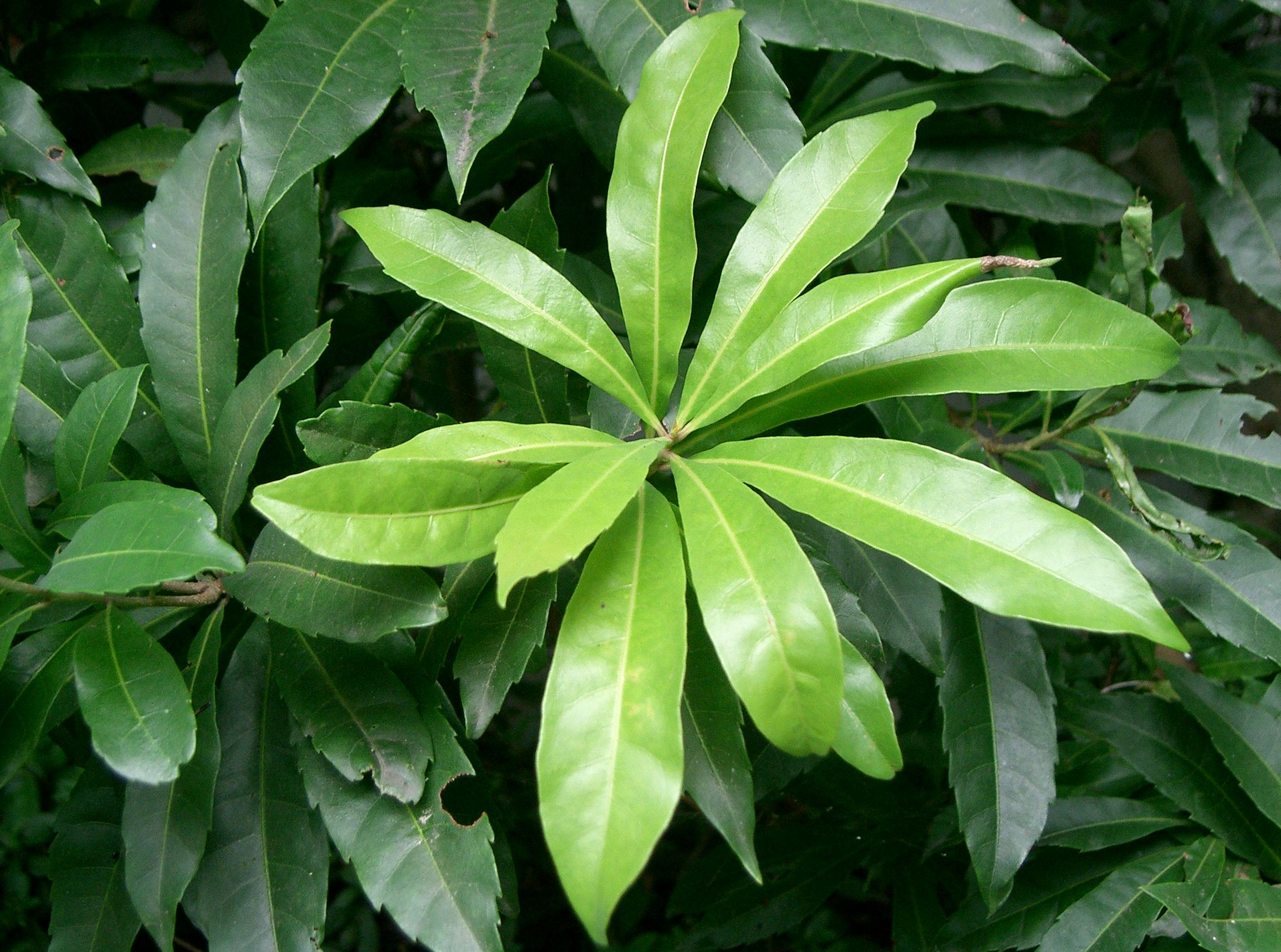
Einfache Laubblätter

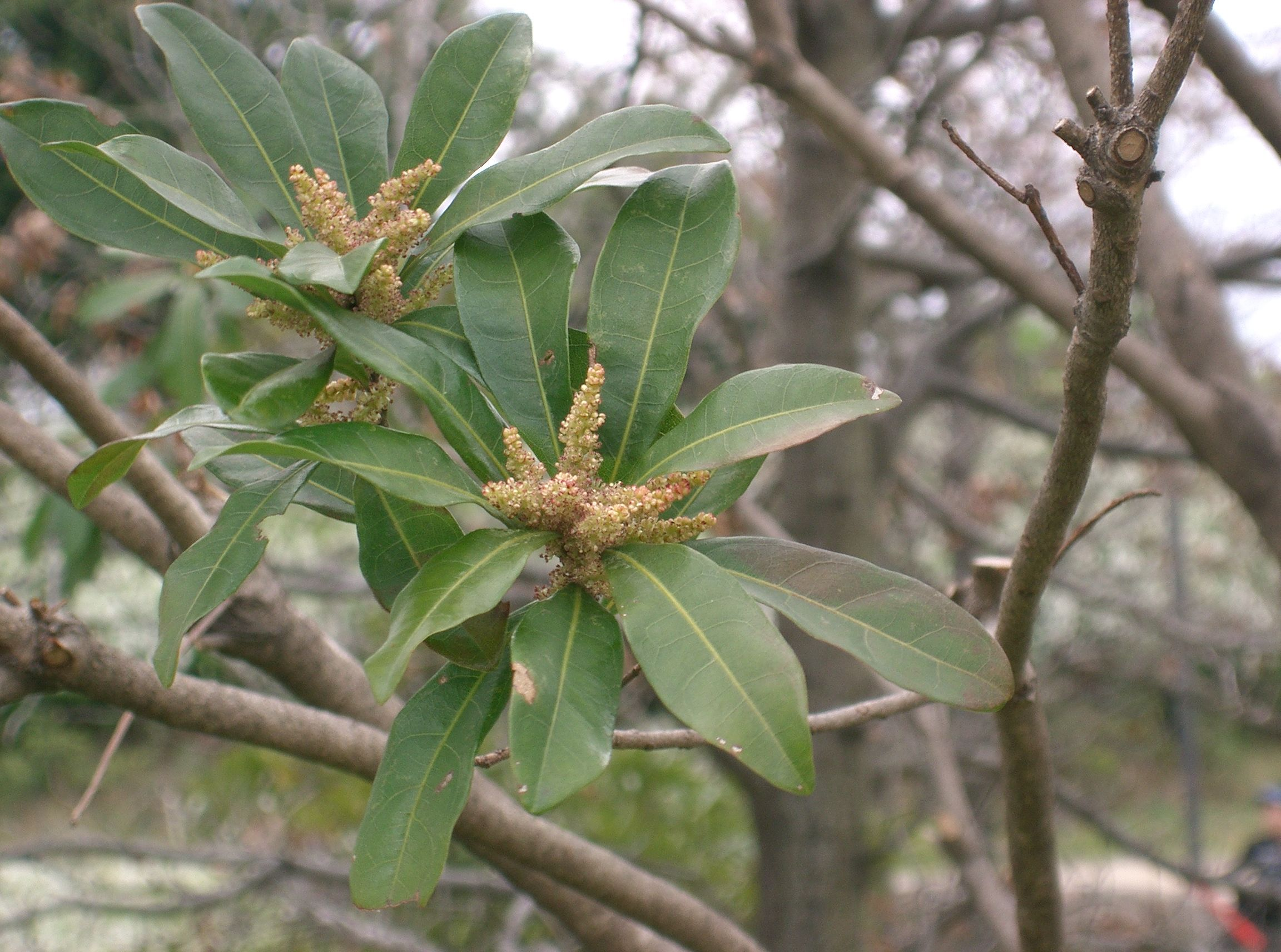
Zweig mit Laubblättern und Blütenständen

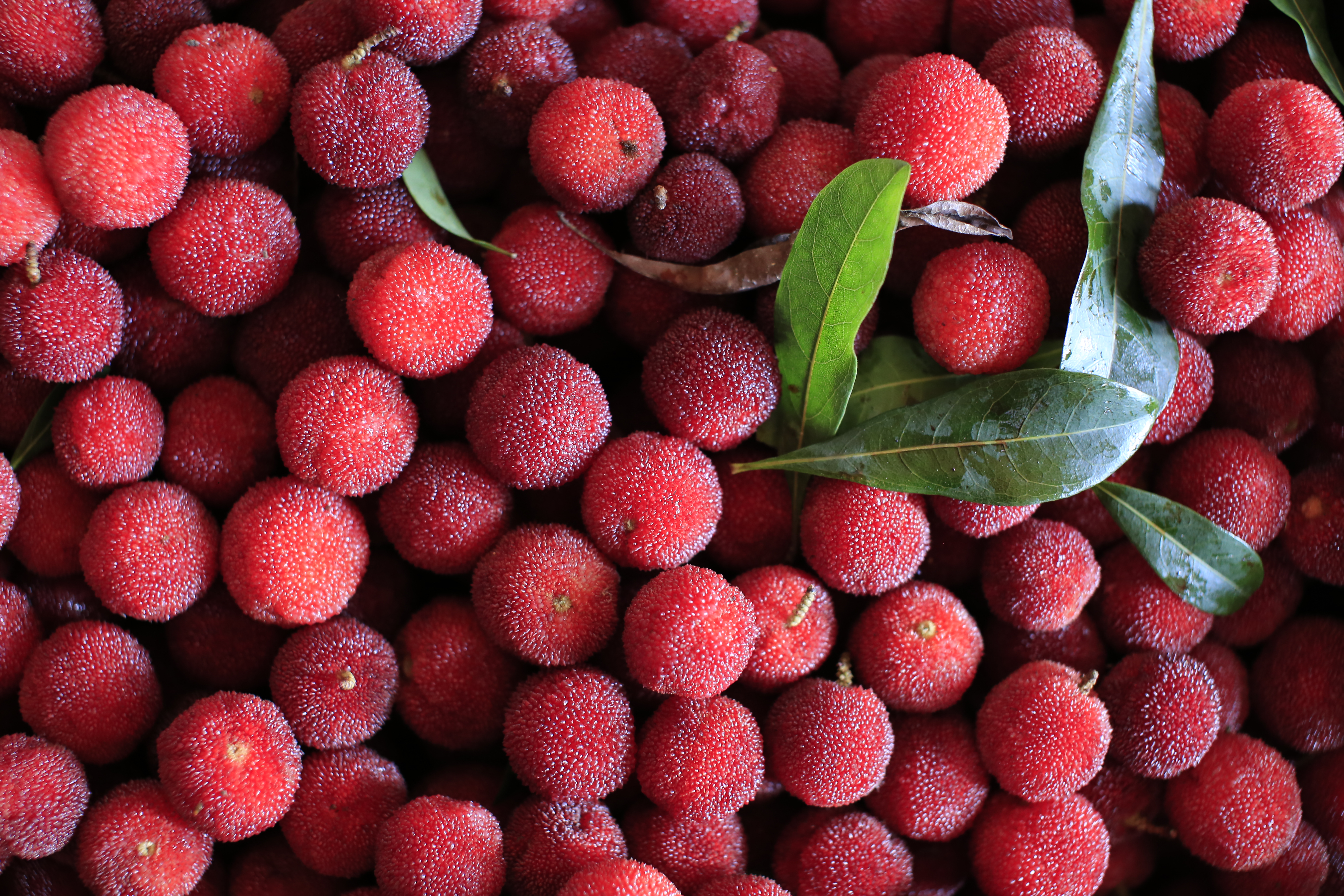
Früchte

### Vegetative Merkmale
Myrica rubra ist ein immergrüner Baum, der Wuchshöhe von bis zu 15 Metern und einen Brusthöhendurchmesser (BHD) von bis zu 60 Zentimetern erreicht. Die Rinde der Zweige ist kahl. Seine Borke ist grau. Die Knospen sind kahl.
Die wechselständig an den Zweigen angeordneten Laubblätter sind in Blattstiel und Blattspreite gegliedert. Der Blattstiel ist 2 bis 10 Millimeter lang. Die lederige, kahle, einfache Blattspreite ist bei einer Länge von 5 bis 14 Zentimetern sowie einer Breite von 1 bis 4 Zentimetern verkehrt-eilanzettlich oder lanzettlich mit keilförmiger Spreitenbasis und abgerundetem bis spitzem oder zugespitztem oberen Ende. Der Blattrand ist ganzrandig oder in der oberen Hälfte entfernt gesägt, -zähnt. Die Blattunterseite ist blassgrün und spärlich bis mittelmäßig goldig drüsig besetzt. Die Blattoberseite ist dunkelgrün.

### Blütenstand und Blüte
Die Blütezeit reicht in China von März bis April. Myrica rubra ist zweihäusig getrenntgeschlechtig (diözisch).
Die kleinen männlichen Blütenstände sind einfache oder unauffällig verzweigte Ähren, die einzeln oder gelegentlich in Gruppen aus wenigen Blütenständen in den Blattachseln stehen. Sie sind 1 bis 3 Zentimeter lang, die Blütenstandsschäfte sind kahl, die Deckblätter sind bei einem Durchmesser von etwa 1 Millimeter nahezu kreisförmig und auf der Unterseite mit goldenen Drüsen besetzt. 
Die sehr kleinen Blüten sind fast ohne Blütenhülle. Die männlichen Blüten werden von zwei bis vier eiförmigen, spärlich bewimperten Vorblättern begleitet. Jede männliche Blüte enthält vier bis sechs Staubblätter mit dunkelroten, elliptischen Staubbeuteln.
Die kleinen weiblichen Blütenstände sind einzeln in den Blattachseln stehende, vielblütige Ähren von 0,5 bis 1,5 Zentimetern Länge. Die Rhachis ist behaart und drüsig. Die Deckblätter überlappen einander, sind unbehaart und nur unauffällig drüsig. Die sehr kleinen weiblichen Blüten werden von vier Vorblättern begleitet. Der oberständige Fruchtknoten ist samtig behaart, mit einem Griffel mit zweilappiger Narbe. Die zwei schlanken Narbenlappen sind leuchtend rot gefärbt.

### Frucht
Die bei Reife (in China von Mai bis Juli) dunkelrote oder purpur-rote, kleine und feinnoppige Steinfrucht ist bei einem Durchmesser von 1 bis 1,5 Zentimetern kugelförmig; kultivierte Pflanzenexemplare können Früchte mit einem Durchmesser von bis zu 3 Zentimetern bilden. Der dickschalige Steinkern ist hellbräunlich, leicht runzlig und etwas skulptiert.

### Chromosomenzahl
Die Chromosomenzahl beträgt 2n = 16.

## Vorkommen
Das Verbreitungsgebiet von Myrica rubra reicht von den chinesischen Provinzen Fujian, Guangdong, Guangxi, Guizhou, Hainan, Hunan, Jiangsu, Jiangxi, Sichuan, Yunnan sowie Zhejiang über Taiwan, Korea bis Japan und zu den Philippinen. In China wächst sie in Wäldern an Berghängen und in Tälern in Höhenlagen von 100 bis 1500 Metern.

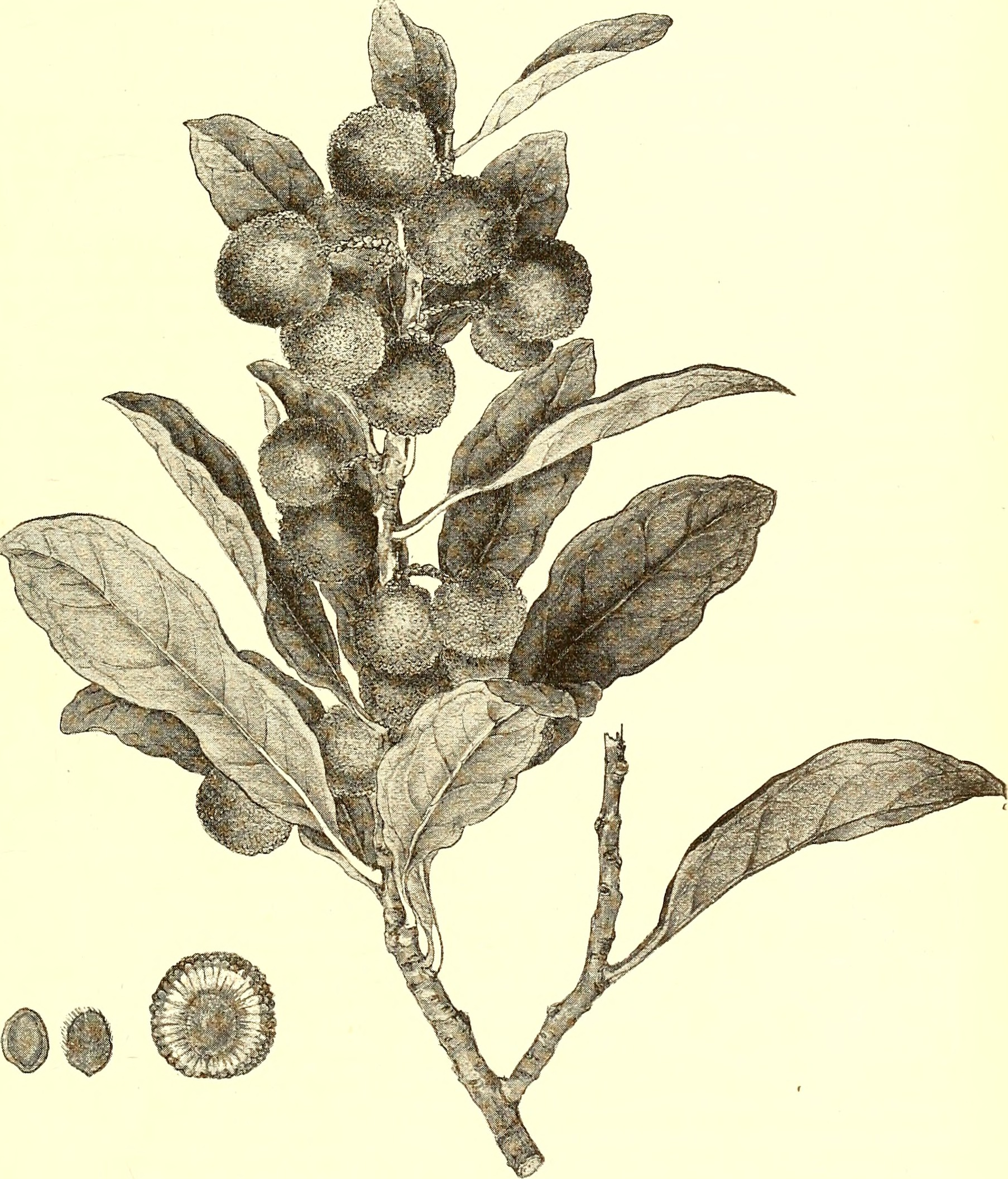
Illustration aus The American garden, 1891

## Taxonomie
Die Erstveröffentlichung erfolgte 1790 unter dem Namen (Basionym) Morella rubra durch João de Loureiro in Flora Cochinchinensis, 2, Seite 548. Die Neukombination zu Myrica rubra (Lour.) Siebold & Zucc. wurde 1846 durch Philipp Franz von Siebold und Joseph Gerhard von Zuccarini in Abhandlungen der Bayerischen Akademie der Wissenschaften. Mathematisch-naturwissenschaftliche Klasse, Band 4, Nummer 3, Seite 230 veröffentlicht. Weitere Synonyme für Myrica rubra (Lour.) Siebold & Zucc. sind: Daphne argyi H.Lév., Myrica rubra var. acuminata Nakai.
Von einigen Autoren wurden die meisten Arten der Gattung Myrica s. l. zur Gattung Morella Lour. gestellt und demnach wäre Morella rubra Lour. wieder der zu verwendende Name. 

## Verwendung
Oftmals wird Myrica rubra wegen ihrer Früchte kultiviert.
Die reifen Früchte sind essbar. Sie können in Zucker haltbar gemacht werden oder werden zu Säften verarbeitet.
Die konservierten Früchte aus China werden in westlichen Ländern teilweise unter der Bezeichnung Arbutus in den Handel gebracht. Es handelt sich bei diesem Namen jedoch offenbar um eine Verwechslung mit dem Erdbeerbaum, dessen Früchte denen der Myrica rubra äußerlich recht ähnlich sehen.
In der chinesischen Sprache wird die Frucht als yangmei (chinesisch 楊梅 / 杨梅, Pinyin yángméi – „Pappelpflaume“) bezeichnet und in der japanischen Sprache als yamamomo (jap. 山桃, kana. やまもも / ヤマモモ, wörtl.: „Bergpfirsich“).